# Поп-рок
Попрок (англ. Pop rock) — музичний напрямок, що поєднує елементи попмузики (проста структура, помітні мелодії, що легко запам'ятовуються, повторення фраз) і рок-музики (енергійність, агресивний настрій, використання електрогітар i ударних як базових інструментів).
Існують різні визначення цього жанру — його називають як легким та «оптимістичнішим» різновидом рок-музики, адаптованим для широких мас, так і піднапрямком попмузики. Деякі музичні критики скептично ставляться до об'єднання двох жанрів, яких уважають двома протилежностями (рок-музика часто протиставляється популярній); супротивники популярної музики вважають попрок повністю комерційним продуктом, менш автентичним, ніж рок.

## Характеристика та етимологія
Значна частина поп- і рок-музики була дуже схожою за звучанням, інструментарієм і навіть тематикою текстів пісень. Термінами «попрок» і «паверпоп» описували комерційно успішнішу музику, яка використовує елементи або форми рок-музики. Письменник Йохан Форнас розглядає поп/рок як «єдине безперервне жанрове поле», а не як окремі категорії. Ларрі Старр і Крістофер Вотермен визначають попрок як «бадьорий різновид рок-музики», представлений такими виконавцями та групами, як: Енді Кім, The Bells, Пол Маккартні, Lighthouse і Пітер Фремптон.
Термін поп використовувався з початку двадцятого століття щодо популярної музики в цілому, але з середини 1950-х років він почав використовуватися для окремого напряму, орієнтованого на молодіжний ринок, який часто характеризують як більш м'яку альтернативу рок-н-ролу. Після британського вторгнення, приблизно з 1967 року, попмузика все частіше протиставляється рок-музиці, як більш комерційна, ефемерна та доступна.
Критик Філіп Ауслендер стверджує, що різниця між попмузикою та роком більш виразна в США, ніж у Великій Британії. Він стверджує, що в США попмузика походить від білих виконавців, таких як Перрі Комо, тоді як рок сягає корінням в афроамериканську музику, на яку вплинули такі напрями, як рок-н-рол. Ауслендер зазначає, що концепція попроку, яка поєднує поп і рок, суперечить концепції попроку як протилежностей. Ауслендер і кілька інших вчених, таких як Саймон Фріт і Гроссберг, стверджують, що попмузика часто зображується як неавтентична, цинічна, «витончена комерційна» і шаблонна форма розваги. Навпаки, рок-музика часто проголошується як автентична, щира та антикомерційна форма музики, яка наголошує на написанні пісень співаками та групами, інструментальній віртуозності та «справжньому зв'язку з аудиторією».
Б. Дж. Мур-Гілберт натомість вважає, що роль рок-музики в історії популярної музики надто перебільшується, коли нові течії отримують назви, що починаються з «рок-», як це було з «фолкроком» в 1960-ті й «попроком» в 1970-ті. Такий підхід, на його думку, несправедливо ставить рок на вершину, а інші впливи представляє додатками до центрального ядра року.
У «Посібнику зі звукозапису Крістгау: Рок-альбоми сімдесятих» (1981) Роберт Крістгау розглядав термін «попрок» у контексті фрагментації популярної музики за стилістичними ознаками в 1970-х роках; він розглядав «попрок» як «моноліт», який «охоплював» усі напрями та течії, що розвивалися на ринку популярної та напівпопулярної музики того часу, включаючи музику авторів-виконавців, артрок, хеві-метал, бугі, кантрі-рок, джаз, ф'южн, фанк, диско, сучасну міську музику та музику нової хвилі, але не панк-рок.